# John Doe

John Doe

John Doe è un nome usato solitamente nel gergo giuridico statunitense per indicare un uomo la cui reale identità è sconosciuta o va mantenuta tale. Il suo equivalente femminile è Jane Doe, mentre nel caso di bambini è frequente l'uso di Baby Doe, anche se sono utilizzati i nomi Johnny Doe per i maschi e Janie Doe per le femmine.

## Storia
Il termine inglese Doe non sembra avere alcun significato peculiare (come nome comune, doe è la femmina del cervo). Questo appellativo sarebbe stato usato per la prima volta al tempo di Edoardo III di Inghilterra durante una diatriba legale chiamata Acts of Ejectment, nella quale, per comodità, ci si riferiva a un ipotetico proprietario terriero, col nome inventato di John Doe. Col tempo l'espressione cominciò a essere usata per indicare una persona la cui identità è sconosciuta, come ad esempio nel caso del ritrovamento di un cadavere non identificato fino al momento del suo riconoscimento.

## Termini analoghi
In Italia è l'equivalente di Ignoto o NN (dal latino nomen nescio).
Nel diritto romano, i nomi fittizi più usati per esemplificare le applicazioni delle norme sono Aulo Agerio e Numerio Negidio.